# Atletica leggera ai Giochi della XXX Olimpiade - 800 metri piani femminili

Video ufficiale delle Semifinali

Video ufficiale della Finale

Ai Giochi della XXX Olimpiade, la competizione degli 800 metri piani femminili si è svolta dall'8 all'11 agosto presso lo Stadio Olimpico di Londra.

## Presenze ed assenze delle campionesse in carica
Per i campionati europei si considera l'edizione del 2010.
| Competizione         | Atleta              | Prestazione | Londra 2012 |
| -------------------- | ------------------- | ----------- | ----------- |
| Olimpiadi 2008       | Pamela Jelimo       | 1'54”87     | Presente    |
| Commonwealth 2010    | Nancy Langat        | 2'00”01     | Infortunata |
| Europei 2010         | Yvonne Hak          | 1'58”85     | Assente     |
| Asiatici 2010        | Margarita Mukasheva | 2'00”29     | Presente    |
| Panamericani 2011    | Adriana Muñoz       | 2'04"08     | Assente     |
| Africani 2011        | Annet Negesa        | 2'01”81     | Assente     |
| Mondiali 2011        | Caster Semenya      | 1'56”35     | Presente    |
|                      |                     |             |             |
| Mondiali junior 2008 | Elena Mirela Lavric | 2'00”06     | Presente    |

## La gara
Durante la stagione, una sola atleta ha corso in meno di 1'57”: Pamela Jelimo, la campionessa in carica. Dietro di lei, con tempi inferiori a 1'58”, vi sono: la statunitense Alysia Montaño, un'etiope, la keniota Janeth Jepkosgei e cinque russe. Tra esse spicca Marija Savinova, la campionessa mondiale in carica.
Nelle tre semifinali passano le prime due più i due migliori tempi. Le serie sono tutte combattute: undici atlete corrono in meno di due minuti. La più veloce è la seconda, vinta da Caster Semenya in 1'57”67, che si migliora di un secondo e mezzo rispetto al suo miglior tempo stagionale. La prima delle non qualificate è la marocchina Halima Hachlaf con  1'58”84. Pamela Jelimo e Marija Savinova vincono la rispettiva semifinale.
In finale Alysia Montaño prova a sorprendere le avversarie: passa ai 400 metri in 56”. Al suono della campanella viene superata da Jepkosgei, Jelimo e Savinova. La Semenya invece rimane in fondo al gruppo in posizione di attesa. Ai 500 metri la Jelimo dà un'improvvisa accelerazione e si porta in testa. La keniota è la prima ad apparire sul rettilineo finale, ma a 80 metri dalla fine viene superata dalla Savinova, che va a vincere, e poi dalla Semenya. Negli ultimi metri, la russa Ekaterina Poistogova toglie alla Jelimo anche il bronzo.

## Squalifica per doping
Nel febbraio 2017 la Marija Savinova è stata squalificata per doping dopo analisi retroattive sui campioni e sul passaporto biologico dell'atleta. La squalificata colpisce anche un'altra russa, Elena Aržakova, che aveva terminato la gara al sesto posto. L'oro passa quindi a Caster Semenya, l'argento va all'altra russa Ekaterina Poistogova e sale sul podio con il bronzo Pamela Jelimo.

## Risultati

### Finale
| Camp.ssa olimpica 2008 | 1'54"87       | Pamela Jelimo | Presente |
| Primatista stagionale  | 1'56"76 (8/7) | Pamela Jelimo | Presente |

1. ↑  Alla data del 20 luglio 2012.

| Pos.    | Atleta                 | Età | Paese       | Tempo   | Note                                     |
| ------- | ---------------------- | --- | ----------- | ------- | ---------------------------------------- |
| Oro     | Caster Semenya         | 21  | Sudafrica   | 1'57"23 | Miglior prestazione personale stagionale |
| Argento | Ekaterina Poistogova   | 21  | Russia      | 1'57"53 | Miglior prestazione personale            |
| Bronzo  | Pamela Jelimo          | 23  | Kenya       | 1'57"59 |                                          |
| 4       | Alysia Johnson-Montaño | 26  | Stati Uniti | 1'57"93 |                                          |
| 5       | Francine Niyonsaba     | 19  | Burundi     | 1'59"63 |                                          |
| 6       | Janeth Jepkosgei       | 29  | Kenya       | 2'00"19 |                                          |
| -       | Marija Savinova        |     | Russia      | 1'56"19 | dq                                       |
| -       | Elena Aržakova         |     | Russia      | 1'59"21 | dq                                       |